# Chevrolet Constantia
Chevrolet Constantia – samochód osobowy klasy luksusowej produkowany pod amerykańską marką Chevrolet w latach 1969–1978.

## Pierwsza generacja

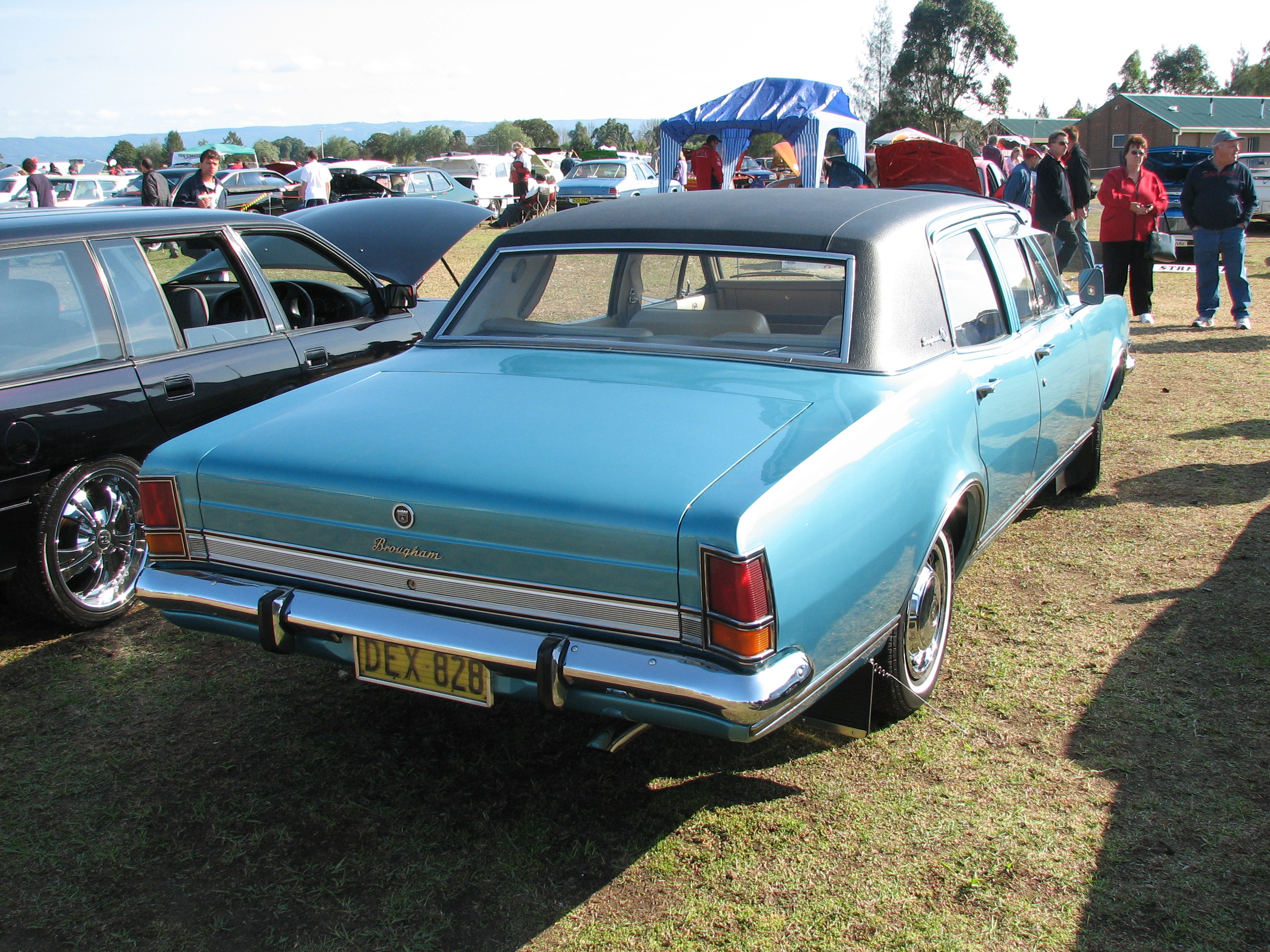
Chevrolet Constantia I – tył

Chevrolet Constantia I został zaprezentowany po raz pierwszy w 1969 roku.
Model Constantia powstał w ramach współpracy południowoafrykańskiego oddziału koncernu General Motors z filią w Australii.
W ten sposób, rozpoczęto import topowego modelu Holden Brougham do RPA pod marką Chevrolet. Constantia przyjęła postać najdroższego i najbardziej luksusowego modelu oferowanego w tym kraju, odróżniając się od odpowiednika Holdena jedynie innymi oznaczeniami modelu oraz producenta, a także nieznacznie zmodyfikowaną atrapą chłodnicy.

### Silniki
- L6 4.0l Chevrolet
- V8 5.0l Chevrolet
- V8 5.0l GMH

## Druga generacja

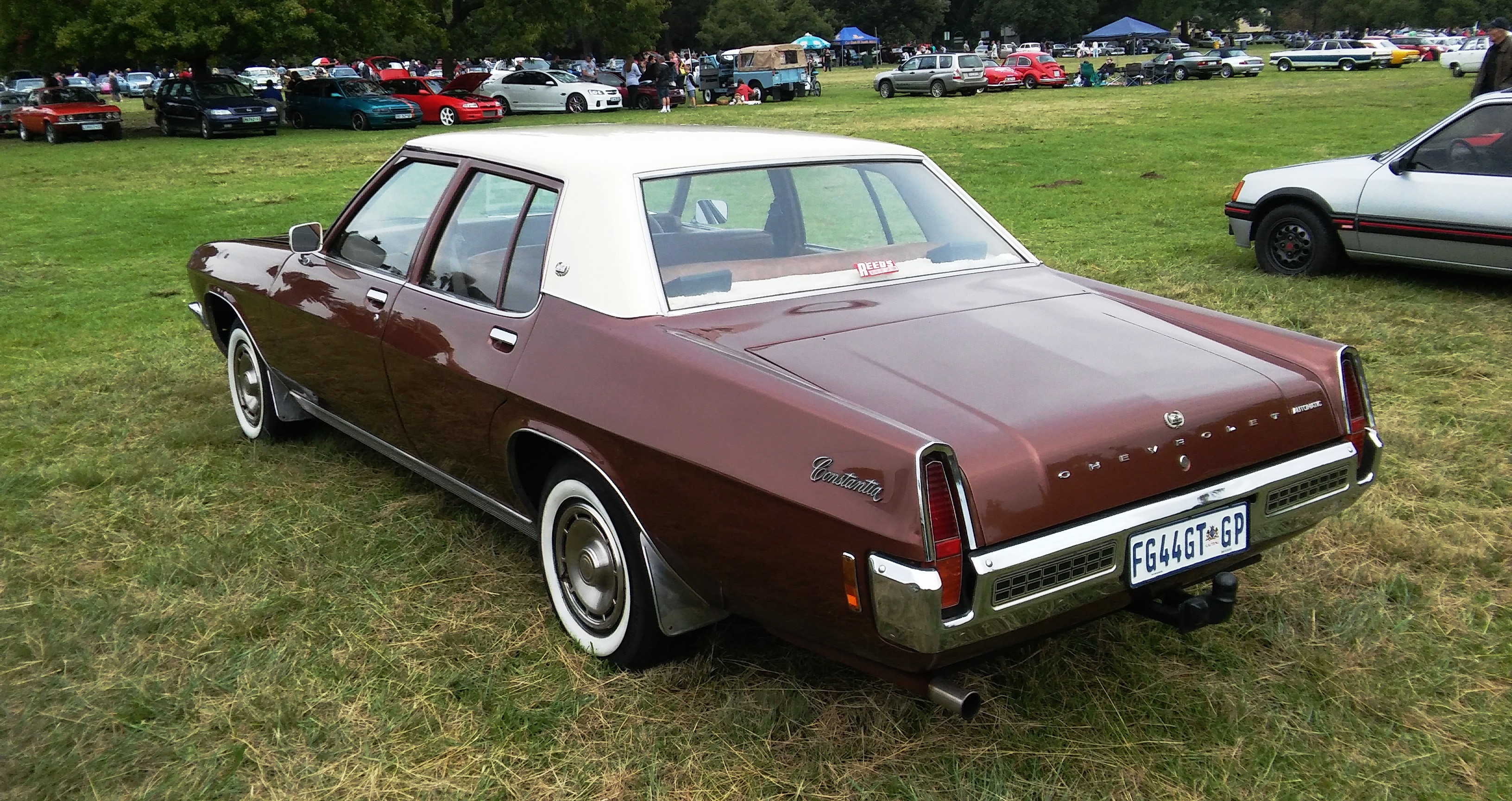
Chevrolet Constantia II – tył

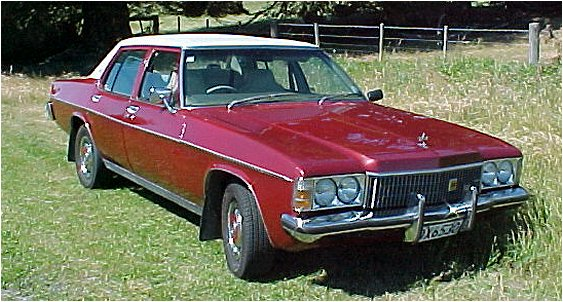
Chevrolet Constantia II po liftingu

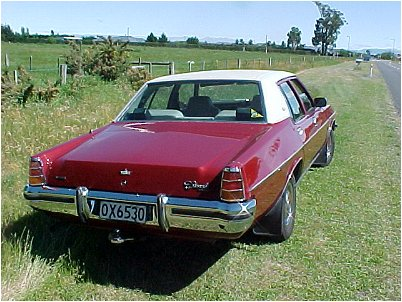
Chevrolet Constantia II – tył po liftingu

Chevrolet Constantia II został zaprezentowany po raz pierwszy w 1972 roku.
Linia modelowa Constantia spotkała się z kontynuacją po 3 latach produkcji dotychczasowego wcielenia, tym razem stając się eksportową innego modelu australijskiego oddziału General Motors.
Tym razem bazą była luksusowa limuzyna marki Statesman, której wariant z pierwszych lat produkcji o kodzie fabrycznym HQ eksportowano do RPA z inną, charakterystyczną atrapą chłodnicy z dużym logo Chevroleta.

### Lifting
W 1975 roku Chevrolet Constantia drugiej generacji, analogicznie do australijskiego odpowiednika, przeszedł obszerną restylizację nadwozia. Zmienił się nie tylko wygląd pasa przedniego, ale i kształt tylnych zderzaków oraz lamp. Ponadto, ofertę poszerzył wariant o nazwie Caprice Classic, który charakteryzował się bardziej luksusowym wyposażeniem.

### Silniki
- L6 3.3l
- V8 4.1l
- V8 5.0l
- V8 5.7l